# Trematocephalus
Trematocephalus là một chi nhện trong họ Linyphiidae.

## Các loài
Chi này gồm các loài:
- Trematocephalus cristatus (Wider, 1834)
- Trematocephalus obscurus Denis, 1950
- Trematocephalus simplex Simon, 1894
- Trematocephalus tripunctatus Simon, 1894